# 歌川信房
歌川 信房（うたがわ のぶふさ、生没年不詳）とは、江戸時代の浮世絵師。

## 来歴
歌川国信の門人。歌川の画姓を称し、作画期は天保から文久の頃にかけてとされる。文政11年（1828年）建立の豊国先生瘞筆之碑に「国信社中」として「信房」の名があるが、作や経歴については不明。